# Bob Love
Robert Earl Love (* 8. Dezember 1942 in Bastrop, Louisiana; † 18. November 2024 in Chicago, Illinois) war ein US-amerikanischer Basketballspieler. Der 2,03 Meter große Love war zwischen 1966 und 1977 in der National Basketball Association (NBA) aktiv.

## Karriere
Im NBA-Draft 1965 wurde Love, der zuvor an der Southern University and A&M College spielte, von den Cincinnati Royals in der vierten Runde an siebter Stelle ausgewählt, wechselte aber erst ein Jahr später in die NBA. Nach zwei Spielzeiten bei den Cincinnati Royals wechselte Love zu den Milwaukee Bucks, für die er allerdings nur 14 Spiele absolvierte und die ihn noch in der laufenden Saison zu den Chicago Bulls transferierten.
Bei den Bulls spielte Love von 1968 bis 1976. Schon nach kurzer Zeit wurde er zu einem der unverzichtbaren Leistungsträger der 1966 gegründeten Franchise. Von 1971 bis 1976 war Love sechsmal in Folge Topscorer der Bulls. Anfang der 1970er Jahre konnte Love mit seinen Teamkollegen Jerry Sloan und Chet Walker regelmäßig die Playoffs erreichen, zu einem Titel oder Finaleinzug reichte es aber nicht. In den Jahren 1971–1973 durfte Love dreimal am All-Star-Game teilnehmen. In seiner Zeit bei den Chicago Bulls wurde er zudem ins All-NBA Team (2nd) (1971, 1972) sowie ins NBA All-Defensive Team (2nd) (1972, 1974, 1975) gewählt.
In seiner letzten NBA Spielzeit, der Saison 1976/1977 war er zunächst für die Chicago Bulls, später dann für die New York Nets und die Seattle SuperSonics auf dem Spielfeld aktiv.
In seiner gesamten Karriere erzielte Love 17,6 Punkte pro Spiel, holte 5,9 Rebounds und verteilte 1,4 Assists.
Bei den Chicago Bulls wird zu Ehren von Love seit 1994 die Rückennummer 10 nicht mehr vergeben.